# Правовой нигилизм
Правовой нигилизм (от лат. Nihil — ничто, ничего) — отрицание права как социального института и системы правил поведения, как элемента успешного регулирования взаимоотношений между людьми. 
Такой юридический нигилизм заключается в отрицании законов, что может приводить к противоправным действиям, хаосу и, в целом, тормозить развитие правовой системы и общества. Правовой нигилизм может быть активным или пассивным; бытовым, связанным с незнанием закона, или философским, связанным с построением личностью мировоззрения, в котором отрицается социальная роль права. В то же время правовой нигилизм может наблюдаться у людей, активно взаимодействующих с правом в качестве номинального института, но реально для реализации своих интересов использующих коррупцию и властные структуры.

## Проявления правового нигилизма
Многими теоретиками права правовой нигилизм указывается как одна из причин совершения преступлений, так как такое его проявление считается признаком низкого правосознания, отсутствия уважения к праву, и преимущественное неиспользование его в повседневной жизни, когда личность или группа, прежде всего, руководствуется в своих действиях традициями, политическими, экономическими или иными интересами, но не законом.

## Значимость правового нигилизма
Те, кто утверждает, что правовой нигилизм является основной причиной совершения преступлений, явно считают ценностные и моральные установки главной причиной при соблюдении законов. Этому прямо противоречит экономика преступления и наказания, исключающая морально-этическую составляющую из решения гражданина о соблюдении или несоблюдении закона. Соответственно правовой нигилизм не будет причиной преступлений в случае, если человек знает законы, и эти законы устроены так, что этому человеку выгоднее соблюдать их, а не переступать.

## Причины правового нигилизма

### Субъективистский подход
Основной причиной правового нигилизма является знание людей о том, что законы не исполняются. Когда человек узнаёт о правонарушении, за которым не последовало наказание, его вера в силу закона слабеет и может упасть до такого уровня, что он вообще не будет учитывать закон в своих действиях, дойдя до крайности — правового нигилизма. На развитие правового нигилизма также влияет ряд психосоциальных факторов.

### Объективистский подход
Примером объективистского подхода в рамках изучения правового нигилизма и правовой культуры служит концепция «географического детерминизма», согласно которой «необъятные пространства» России обуславливают искажение правового сознания народа, что возводится в ранг традиции.
По мнению критиков, объективистская парадигма правового нигилизма применительно к России содержит ряд очень серьёзных недостатков:
- Во-первых, не выдерживает никакой критики модель «идеальных типов», фактически предлагаемая И. А. Ильиным. Если условиями предпосылки деформации правосознания в России являются большая территория, небольшая плотность населения и т. д., то государство, обладающее небольшой территорией, большой плотностью населения, «упрощенными» державными задачами, «высоким» уровнем хозяйства, национальной, религиозной и социальной однородностью должно иметь наивысший уровень правосознания. Понятно, что без статистического метода понятия «большой», «упрощенный» остаются лишь абстрактными категориями[5].
- Во-вторых, ретроспективный взгляд на историю показывает, что помимо различных форм правового нигилизма[6] Россия показала удивительные примеры правового идеализма, реализованные на практике.

### Правовой идеализм
Некоторые исследователи среди прочих причин правового нигилизма выделяют также правовой идеализм, то есть чрезмерную веру в способность права решать любые проблемы, с которыми сталкивается человек (или общество) в процессе своей деятельности. В рамках этого подхода утверждается, что правовой нигилизм возникает по причине разочарования в праве, то есть тогда, когда человек убежден в силе правовых норм, однако не имеет достаточных навыков или знаний для их реализации. Как результат, это приводит к отрицанию права в целом.

## Пути преодоления
Преодоление правового нигилизма — весьма сложный и длительный процесс. Основные пути преодоления правового нигилизма:
- повышение уровня общей и правовой культуры;
- пропаганда правосознания;
- предупреждение правонарушений, в первую очередь преступности; совершенствование законодательства;
- массовое правовое просвещение;
- правовое воспитание;
- укрепление законности, правопорядка, государственной дисциплины;
- уважительное отношение к личности человека, обеспечение его прав и свобод;
- подготовка высококвалифицированных кадров юристов;
- правовая реформа;
- и др.

## Правовой нигилизм в России
Известный юрист Сергей Алексеев так говорил о правовом нигилизме в России:

«О правовом нигилизме много говорят на самом высоком уровне, а я бы сказал жестче: мы сталкиваемся с тотальной недооценкой права. Именно с этим связаны все трудности, переживаемые нашим обществом. Стремление произвольно перекраивать существующую юридическую систему, манипулирование правовой материей приводят к крупным политическим и социально-экономическим просчетам, а то и к катастрофическим последствиям».— «Умер один из авторов Конституции России» Россия 24 от 13.05.2013